# Ministigmata minuta
Ministigmata minuta är en spindelart som beskrevs av Raven och Norman I. Platnick 1981. Ministigmata minuta ingår i släktet Ministigmata och familjen Microstigmatidae. Inga underarter finns listade i Catalogue of Life.